# Ibrányi járás
A Ibrányi járás Szabolcs-Szatmár-Bereg vármegyéhez tartozó járás Magyarországon, amely 2013-ban jött létre. Székhelye Ibrány. Területe 304,91 km², népessége 23 850 fő, népsűrűsége pedig 78 fő/km² volt 2013. elején. 2013. július 15-én két város (Ibrány és Nagyhalász) és hat község tartozott hozzá.
Az Ibrányi járás a 2013-ban újonnan létrehozott járások közé tartozik, a járások 1983-as megszüntetése előtt nem létezett, Ibrány korábban soha nem töltött be járási székhely szerepet. Az 1950-es járásrendezés előtt azonban Szabolcs vármegye Dadai felső járásának a ma ide tartozó Gáva volt a székhelye, és területe hasonló volt a 2013-ban létrehozott Ibrányi járáséhoz.

## Települései
| Település     | Rang (2013. július 15.) | Közös hivatal | Kistérség (2013. január 1.) | Népesség (2013. január 1.) | Terület (km²) |
| ------------- | ----------------------- | ------------- | --------------------------- | -------------------------- | ------------- |
| Ibrány        | járásszékhely város     |               | Ibrány-Nagyhalászi          | 6 835                      | 60,39         |
| Nagyhalász    | város                   |               | Ibrány-Nagyhalászi          | 5 741                      | 44,31         |
| Gávavencsellő | nagyközség              |               | Ibrány-Nagyhalászi          | 3 528                      | 66,83         |
| Balsa         | község                  | Tiszabercel   | Ibrány-Nagyhalászi          | 837                        | 22,51         |
| Buj           | község                  |               | Ibrány-Nagyhalászi          | 2 303                      | 32,76         |
| Paszab        | község                  | Tiszatelek    | Ibrány-Nagyhalászi          | 1 273                      | 12,96         |
| Tiszabercel   | község                  | Tiszabercel   | Ibrány-Nagyhalászi          | 1 897                      | 31,38         |
| Tiszatelek    | község                  | Tiszatelek    | Ibrány-Nagyhalászi          | 1 436                      | 33,77         |